# Liste des monuments historiques de Gammerages
Cette page regroupe l'ensemble des monuments classés de la ville de Gammerages (Galmaarden).
| Objet                                   | Statut du classement? | Année de construction/architecte | Section communale | Adresse                 | Coordonnées                      | Numéro d'inventaire | Illustration                    |
| --------------------------------------- | --------------------- | -------------------------------- | ----------------- | ----------------------- | -------------------------------- | ------------------- | ------------------------------- |
| (nl) Parochiekerk Sint-Pieter           | Oui                   |                                  | Galmaarden        | Kammeersweg             | 50° 45′ 09″ nord, 3° 58′ 15″ est | 39076               | (nl) Parochiekerk Sint-Pieter   |
| (nl) Pastorie                           | Oui                   |                                  | Galmaarden        | Kammeersweg 1           | 50° 45′ 06″ nord, 3° 58′ 18″ est | 39077               | Téléverser                      |
| (nl) U-vormige hoeve                    |                       |                                  | Galmaarden        | Bruinsbroekstraat 19    | 50° 46′ 04″ nord, 3° 57′ 23″ est | 39078               | Téléverser                      |
| (nl) Hof te Tasseniers                  | Oui                   |                                  | Galmaarden        | Damstraat 4             | 50° 45′ 53″ nord, 3° 58′ 41″ est | 39080               | Téléverser                      |
| (nl) Boerenhuis                         |                       |                                  | Galmaarden        | Dorekensstraat 40       | 50° 46′ 26″ nord, 3° 57′ 20″ est | 39081               | Téléverser                      |
| (nl) Paulushoeve                        | Oui                   |                                  | Galmaarden        | Geraardsbergsestraat 65 | 50° 45′ 15″ nord, 3° 56′ 34″ est | 39084               | Téléverser                      |
| (nl) Paulushoeve                        | Oui                   |                                  | Galmaarden        | Geraardsbergsestraat 67 | 50° 45′ 15″ nord, 3° 56′ 34″ est | 39084               | Téléverser                      |
| (nl) Boerenhuis, thans twee woningen    |                       |                                  | Galmaarden        | Heirbaan 71             | 50° 46′ 31″ nord, 3° 57′ 04″ est | 39085               | Téléverser                      |
| (nl) Hof ter Winde, semi-gesloten hoeve |                       |                                  | Galmaarden        | Hoogstraat 29           | 50° 45′ 34″ nord, 3° 58′ 01″ est | 39086               | Téléverser                      |
| (nl) 't Gravenhuis of 's Heerenhuys     |                       |                                  | Galmaarden        | Kammeersweg 2           | 50° 45′ 10″ nord, 3° 58′ 23″ est | 39087               | Téléverser                      |
| (nl) Dorpswoning van 1865               |                       |                                  | Galmaarden        | Marktplein 3            | 50° 45′ 12″ nord, 3° 58′ 17″ est | 39088               | Téléverser                      |
| (nl) Woning, rijhuis                    |                       |                                  | Galmaarden        | Marktplein 16           | 50° 45′ 12″ nord, 3° 58′ 13″ est | 39094               | Téléverser                      |
| (nl) Sint-Pauluskapel                   | Oui                   |                                  | Galmaarden        | Paulusstraat            | 50° 45′ 21″ nord, 3° 56′ 36″ est | 39097               | Téléverser                      |
| (nl) Klein gesloten hoevetje            | Oui                   |                                  | Galmaarden        | Paulusstraat 14         | 50° 45′ 22″ nord, 3° 56′ 42″ est | 39098               | Téléverser                      |
| (nl) Boerenhuis                         |                       |                                  | Galmaarden        | Waterschaapstraat 25    | 50° 45′ 49″ nord, 3° 56′ 51″ est | 39100               | Téléverser                      |
| (nl) Parochiekerk Sint-Martinus         | Oui                   |                                  | Tollembeek        | Plaats                  | 50° 44′ 27″ nord, 4° 00′ 24″ est | 39101               | (nl) Parochiekerk Sint-Martinus |
| (nl) Boerenhuis                         |                       |                                  | Tollembeek        | Herhout 1               | 50° 43′ 40″ nord, 3° 58′ 26″ est | 39103               | Téléverser                      |
| (nl) Gesloten hoeve                     |                       |                                  | Tollembeek        | Herhout 62              | 50° 43′ 51″ nord, 3° 57′ 25″ est | 39104               | Téléverser                      |
| (nl) Gesloten hoeve 't Oud Hof          |                       |                                  | Tollembeek        | Haagstraat 21           | 50° 45′ 21″ nord, 4° 00′ 19″ est | 39105               | Téléverser                      |
| (nl) Gesloten Hoeve Hof te Corbeek      |                       |                                  | Tollembeek        | Hollestraat 27          | 50° 45′ 03″ nord, 4° 00′ 12″ est | 39106               | Téléverser                      |
| (nl) Hoeve Hof te kamerijk              |                       |                                  | Tollembeek        | Kramerijk 29            | 50° 43′ 55″ nord, 3° 59′ 15″ est | 39107               | Téléverser                      |
| (nl) Gesloten hoeve                     |                       |                                  | Tollembeek        | Matteketse 1            | 50° 43′ 56″ nord, 3° 57′ 19″ est | 39108               | Téléverser                      |
| (nl) U-vormige hoeve                    |                       |                                  | Tollembeek        | Matteketse 4            | 50° 43′ 50″ nord, 3° 57′ 15″ est | 39109               | Téléverser                      |
| (nl) Boerenburgerhuis                   | Oui                   |                                  | Tollembeek        | Plaatsstraat 25         | 50° 44′ 32″ nord, 4° 00′ 19″ est | 39110               | Téléverser                      |
| (nl) Afspanning Hof de Hoge Poort       | Oui                   |                                  | Tollembeek        | Plaatsstraat 27         | 50° 44′ 31″ nord, 4° 00′ 18″ est | 39111               | Téléverser                      |
| (nl) Hoeve Hof te Balters               |                       |                                  | Tollembeek        | Plaatsstraat 85         | 50° 44′ 40″ nord, 3° 59′ 48″ est | 39112               | Téléverser                      |
| (nl) Boerenhuis                         |                       |                                  | Tollembeek        | Plaatsstraat 119        | 50° 44′ 48″ nord, 3° 59′ 18″ est | 39113               | Téléverser                      |
| (nl) Brouwerij (voormalige)             | Oui                   |                                  | Tollembeek        | Munkbaan 2              | 50° 45′ 00″ nord, 3° 58′ 50″ est | 39114               | Téléverser                      |
| (nl) Gesloten hoeve                     |                       |                                  | Tollembeek        | Hollestraat 53          | 50° 45′ 11″ nord, 3° 59′ 35″ est | 39116               | Téléverser                      |
| (nl) Watermolen Wielant                 | Oui                   |                                  | Tollembeek        | Vollezelestraat 32      | 50° 44′ 37″ nord, 4° 00′ 27″ est | 39117               | Téléverser                      |
| (nl) Hof Durand, semi-gesloten hoeve    |                       |                                  | Tollembeek        | Zeuningenstraat 1       | 50° 44′ 33″ nord, 3° 59′ 43″ est | 39118               | Téléverser                      |
| (nl) Gesloten hoeve                     |                       |                                  | Tollembeek        | Zeuningenstraat 3       | 50° 44′ 31″ nord, 3° 59′ 40″ est | 39119               | Téléverser                      |
| (nl) Semi-gesloten hoeve                |                       |                                  | Tollembeek        | Zwaanstraat 3           | 50° 44′ 20″ nord, 3° 58′ 48″ est | 39120               | Téléverser                      |
| (nl) Sint-Leonarduskapel                | Oui                   |                                  | Tollembeek        | Sint Leonardus          | 50° 45′ 38″ nord, 3° 59′ 34″ est | 39121               | Téléverser                      |
| (nl) Hof van Lumen, gesloten hoeve      | Oui                   |                                  | Tollembeek        | Sint Leonardus 42       | 50° 45′ 41″ nord, 3° 59′ 31″ est | 39122               | Téléverser                      |
| (nl) Parochiekerk Sint-Paulus           | Oui                   |                                  | Vollezele         | Oudstrijdersplein       | 50° 45′ 37″ nord, 4° 01′ 27″ est | 39123               | (nl) Parochiekerk Sint-Paulus   |
| (nl) Sint-Annakapel                     | Oui                   |                                  | Vollezele         | Repingestraat           | 50° 46′ 03″ nord, 4° 00′ 33″ est | 39124               | Téléverser                      |
| (nl) Onze-Lieve-Vrouwekapel             |                       |                                  | Vollezele         | Bakkerstraat            | 50° 45′ 28″ nord, 4° 01′ 10″ est | 39125               | Téléverser                      |
| (nl) Onze-Lieve-Vrouwekapel             |                       |                                  | Vollezele         | Hulstraat               | 50° 45′ 55″ nord, 4° 01′ 16″ est | 39126               | Téléverser                      |
| (nl) Kasteel Steenhault                 | Oui                   |                                  | Vollezele         | Kasteelstraat 34        | 50° 46′ 31″ nord, 4° 02′ 11″ est | 39127               | Téléverser                      |
| (nl) Kasteelhoeve                       |                       |                                  | Vollezele         | Kasteelstraat 32        | 50° 46′ 26″ nord, 4° 02′ 06″ est | 39128               | Téléverser                      |
| (nl) Gemeentehuis                       |                       |                                  | Vollezele         | Oudstrijdersplein 4     | 50° 45′ 39″ nord, 4° 01′ 29″ est | 39129               | Téléverser                      |
| (nl) Hof te Leisbroeck, gesloten hoeve  | Oui                   |                                  | Vollezele         | Repingestraat 91        | 50° 46′ 27″ nord, 4° 00′ 22″ est | 39130               | Téléverser                      |
| (nl) Woning, dubbelhuis                 |                       |                                  | Vollezele         | Bakkerstraat 13         | 50° 45′ 29″ nord, 4° 01′ 13″ est | 39131               | Téléverser                      |
| (nl) Woning, dubbelhuis                 |                       |                                  | Vollezele         | Bakkerstraat 15         | 50° 45′ 29″ nord, 4° 01′ 13″ est | 39131               | Téléverser                      |
| (nl) Hof ter Brugge, gesloten hoeve     |                       |                                  | Vollezele         | Bakkerstraat 4          | 50° 45′ 34″ nord, 4° 01′ 10″ est | 39132               | Téléverser                      |
| (nl) Hof ten Berg, gesloten hoeve       | Oui                   |                                  | Vollezele         | Congobergstraat 15      | 50° 46′ 24″ nord, 3° 59′ 40″ est | 39133               | Téléverser                      |
| (nl) Hof ter Hagen, gesloten hoeve      |                       |                                  | Vollezele         | Crijnemstraat 10        | 50° 45′ 25″ nord, 4° 00′ 32″ est | 39134               | Téléverser                      |
| (nl) Lemen huis                         |                       |                                  | Vollezele         | Huismanstraat 20        | 50° 45′ 55″ nord, 3° 59′ 49″ est | 39135               | Téléverser                      |
| (nl) Pastorie (voormalige)              |                       |                                  | Vollezele         | Oudstrijdersplein 13    | 50° 45′ 36″ nord, 4° 01′ 25″ est | 39137               | Téléverser                      |
| (nl) Pastorie                           |                       |                                  | Vollezele         | Oudstrijdersplein 26    | 50° 45′ 37″ nord, 4° 01′ 23″ est | 39138               | Téléverser                      |
| (nl) Hof te Rensberg of Hof te Put      |                       |                                  | Vollezele         | Rensbergstraat 2        | 50° 45′ 30″ nord, 4° 01′ 56″ est | 39139               | Téléverser                      |
| (nl) Gesloten hoeve 'Hof te Reepingen'  | Oui                   |                                  | Vollezele         | Repingestraat 1         | 50° 45′ 25″ nord, 4° 01′ 13″ est | 39140               | Téléverser                      |
| (nl) Woning Harras de Vollezele         | Oui                   |                                  | Vollezele         | Repingestraat 24        | 50° 45′ 26″ nord, 4° 01′ 17″ est | 39141               | Téléverser                      |
| (nl) Verlaten watermolen                | Oui                   |                                  | Galmaarden        | Watermolenstraat 18     | 50° 45′ 12″ nord, 3° 57′ 48″ est | 76614               | Téléverser                      |